# Pepper X
Pepper X is een extreem hete chilipepercultivar ontwikkeld door Ed Currie met zijn bedrijf PuckerButt Pepper Company in de Amerikaanse plaats Rock Hill.
Op 23 augustus 2023 werd de Pepper X door het Guinness Book of Records ingeschreven als heetste peper ter wereld, met een gemiddelde Scovillewaarde van 2.693.000. Daarmee overtrof Currie zijn eerdere record uit 2013 met de eveneens door hem ontwikkelde Carolina Reaper.
Currie heeft circa tien jaar gewerkt aan de ontwikkeling van de Pepper X. Naar eigen zeggen was hij aanvankelijk op zoek naar pepers die stoffen produceren om kanker te bestrijden, toen zijn medewerkers ontdekten dat de nieuwe kruisingen meer capsaïcine aanmaakten.
In 2017 brachten Currie en het bedrijf Heatonist voor het eerst een saus op de markt die was gemaakt met de Pepper X.